# Nannoniscus bidens
Nannoniscus bidens är en kräftdjursart som beskrevs av Ernst Vanhöffen 1914. Nannoniscus bidens ingår i släktet Nannoniscus och familjen Nannoniscidae. Inga underarter finns listade i Catalogue of Life.